# Aage Larsen
Aage Ernst Larsen (Copenaghen, 3 agosto 1923 – Fredensborg, 31 ottobre 2016) è stato un canottiere danese.

## Palmarès

### Olimpiadi
- Argento a Londra 1948 nel due di coppia.

### Europei
- Oro a Amsterdam 1949 nel due di coppia.
- Oro a Milano 1950 nel due di coppia.